# 莫里斯敦 (新澤西州)
莫里斯敦（/ˈmɒrɪstaʊn/）是位于美国新泽西州莫里斯县的一个镇，同时也是该县的郡治所在地。 因其在美国独立战争中的战略作用，莫里斯敦被称为“美国革命的军事首都”。 该镇的历史在组成莫里斯敦国家历史公园的多个遗址中得以体现，这是美国首个国家历史公园。
本市是迅達集團（Schindler Group）等大型公司所在地。

## 地理
莫里斯敦的座標為40°47′48″N 74°28′38″W / 40.796562°N 74.477318°W（40.796562,-74.477318）。根據2000年人口普查，本城面積為3.026平方英里（7.84平方），其中2.929平方英里（7.59平方）為陸地，0.097平方英里（0.25平方）為水域，佔總面積的3.22%。